# Ōnohara-jima
Ōnohara-jima (japanisch 大野原島) ist eine Gruppe kleiner Felsinseln vulkanischen Ursprungs im Pazifischen Ozean. Sie gehört geographisch zum Archipel der Izu-Inseln und verwaltungsmäßig zum Dorf (Gemeinde) Miyake der Unterpräfektur Miyake der Präfektur Tokio von Japan.

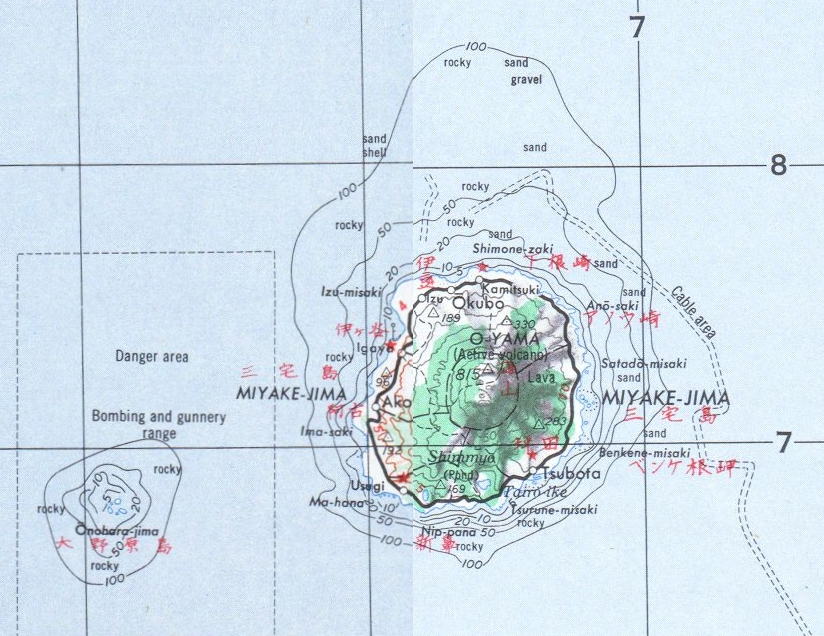
Ōnohara-jima WSW von Miyake-jima

Ōnohara-jima liegt rund 180 km südlich von Tokio sowie 10 km westlich von Miyake-jima. Die zahlreichen Felsen weisen zusammen eine Fläche von nur 0,02 km² auf. Der höchste ist der im Norden gelegene Koyasu (子安島, -shima) mit 114 m über den Meeresspiegel. Die hauptsächlich aus Andesit bestehenden Felsen stellen den weitgehend versunkenen Lavadom eines einstigen Vulkans dar. Auf Grund ihres Profils aus der Ferne wird sie auch Sambondake (三本岳, dt. „3 Gipfel“) genannt.